# Lussac-les-Églises
Lussac-les-Églises – miejscowość i gmina we Francji, w regionie Nowa Akwitania, w departamencie Haute-Vienne.
Według danych na rok 1990 gminę zamieszkiwało 699 osób, a gęstość zaludnienia wynosiła 17 osób/km² (wśród 747 gmin Limousin Lussac-les-Églises plasuje się na 189. miejscu pod względem liczby ludności, natomiast pod względem powierzchni na miejscu 70.).

## Populacja

Populacja Lussac-les-Églises w latach 1962–2008